# スウィンドン・スーパーマリンFC
スウィンドン・スーパーマリン・フットボールクラブ（Swindon Supermarine Football Club）はイングランド、ウィルトシャー、スウィンドンを本拠地とするサッカークラブチームである。2017-2018シーズンはサザンフットボールリーグ・ディヴィジョン1・サウス&ウェスト（8部相当）に所属。

## タイトル

### 国内タイトル
- ヘレニックリーグ・プレミアディヴィジョン:2回

1997-1998,2001-2002

### 国際タイトル
- なし